# Soudat
Soudat – miejscowość i gmina we Francji, w regionie Nowa Akwitania, w departamencie Dordogne.
Według danych na rok 1990 gminę zamieszkiwało 78 osób, a gęstość zaludnienia wynosiła 9 osób/km² (wśród 2290 gmin Akwitanii Soudat plasuje się na 1097. miejscu pod względem liczby ludności, natomiast pod względem powierzchni na miejscu 1158.).